# Epilobium porphyrium
Epilobium porphyrium là một loài thực vật có hoa trong họ Anh thảo chiều. Loài này được G.Simpson mô tả khoa học đầu tiên năm 1945.